# Донские казаки
Донски́е казаки́ или донцы́ — локальная историческая общность казаков, крупнейшее казацкое объединение в составе Российской империи.
Историческое название донских казаков связано с рекой Дон (бассейн Азовского моря). Древними предшественниками донских казаков были бродники, севрюки и рязанские казаки, обитавшие вдоль Донского торгового пути. Первые регулярные поселения на среднем и нижнем Дону казаки начали образовывать с XV века. Донское казачье войско как самостоятельное военно-политическое образование непрерывно развивалось с XVI века, изначально было военным формированием из нескольких казачьих групп разного происхождения, первым по старшинству в казачьих войсках с 3 января 1570 года, когда казаки на Дону получили первую Царскую грамоту от русского царя Ивана Грозного и основали свою первую донскую столицу — город Черкасск.
Донское казачье войско охватывало территории современных Ростовской, части Волгоградской, Донецкой и Луганской областей, а также северные рубежи Краснодарского края. Традиционно Донское войско делилось на «верховских» и «низовских» казаков. Территории донского казачьего войска последовательно носили названия: с XVI века — Земля Донских казаков, с 1786 года — Земля войска Донского, с 1870 года по 1917 год — Область Войска Донского. Штаб Донского казачьего войска располагался в городе Черкасске, затем в Новочеркасске. Войсковой праздник Донского войска отмечался 14 октября (Покров Пресвятой Богородицы). Войсковые круги Донского войска проходили 1 января, 6 мая, 25 мая, 30 августа и 5 октября.
С начала раскола донского казачества после революционных событий 1917 года (см. Гражданская война в России) существовали такие казачьи образования с участием донских казаков, как Донской войсковой Круг, Юго-Восточный союз казачьих войск, горцев Кавказа и вольных народов степей, Алексеевская организация, Донской гражданский совет, Донская советская республика, Донская республика, Всевеликое войско Донское, Донской калмыцкий полк.
В январе-феврале 1920 года белоказачья Донская армия была окончательно разгромлена советской властью на Северном Кавказе и её основные остатки в марте-апреле 1920 года сдались в плен Красной Армии и частью перешли в её ряды. 24 марта 1920 года из других остатков частей Донской армии, вывезенных в Крым, был сформирован Отдельный Донской корпус, а 1 мая все донские части сведены в Донской корпус. Часть донских казаков вместе с Вооружёнными Силами Юга России оказались в эмиграции за рубежом.
В РСФСР и в СССР значительная часть оставшихся после Гражданской войны донских казаков была подвергнута различного рода репрессиям и высылкам. Также сильный удар по оставшимся в СССР донским казакам нанесли расказачивание, и голод 1932—1933 годов.
Во время Второй мировой войны существовали части донских казаков как на стороне СССР, так и на стороне нацистской Германии.
В настоящее время также существует несколько разнородных объединений, претендующих на звание «возрождённого донского казачьего войска». В России наиболее известные из них приняли активное участие в постсоветских вооружённых конфликтах, в том числе и в боевых действиях Российско-украинской войны на бывших землях Области Войска Донского.

## Идентификация
Согласно позиции большинства историков, отражённой как в советской, так и в современной российской номенклатуре, донцы рассматриваются как локальная группа служилых людей или как субэтнос русского народа. Тем не менее, некоторые исследователи рассматривают донцов как отдельный этнос.
Историк Владимир Королёв[прояснить] отмечал, что современные специалисты относят донских казаков к обладающей особенностями части русского народа, к субэтносу, перерастание которого в этнос было прервано в годы Гражданской войны, к одному из этносов восточных славян. Историк Владимир Трут[прояснить] придерживается версии о казачестве как о субэтносе, формирование которого в этнос был искусственно прервано во время Гражданской войны. Историк Николай Мининков взгляд на казачество как на отдельный от русских этнос считает мифом, и говорит о тенденции превращения казаков в субэтнос, прерванной революцией и гражданской войной. Историк Щупленков отмечает, что современные исследователи считают казачество субэтносом входящих в казачество народов. Историк Дмитрий Сень считает вопрос об отнесении казачества к отдельному этносу вообще некорректным, из-за значительной этнической и культурной неоднородности казачества. Историк Игорь Ерохин в своём анализе мнений исследователей также отказывается оценивать казачество как этнос, и характеризует его как субэтнос, особую этнографическую группу.

## История

### Основные исторические события
- восстание Болотникова;
- поддержка первого и второго «царя Димитрия» в Смутное время;
- Азовское сидение
- Азовский поход Петра Великого;
- русско-шведская война;
- восстание Булавина;
- Персидский поход Петра Первого;
- Семилетняя война;
- русско-турецкие войны;
- восстание Пугачёва и его подавление;
- взятие Измаила;
- Итальянский поход Суворова;
- Индийский поход;
- Отечественная война 1812 года;
- Первая мировая война;
- Гражданская война на Дону[9].

### До XVI века

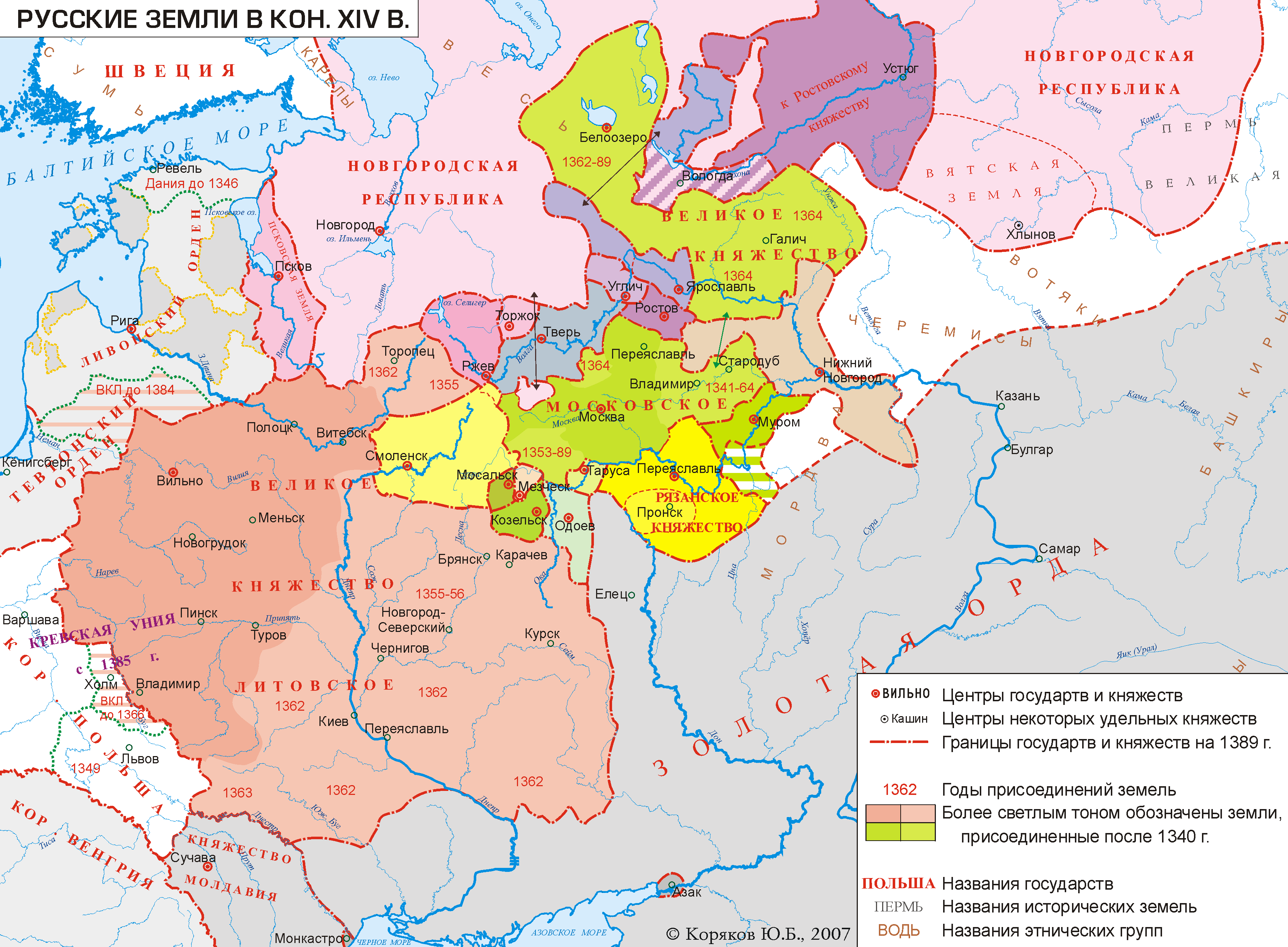
Дикое Поле и Дон на рубеже XIV—XV веков

Одними из предшествеников донских казаков являлись казаки рязанские. Известно, что основу древнего рязанского казачества составляли новгородские ушкуйники, воины из состава добровольных профессиональных дружин, созданных в Новгороде, которые не только занимались речным пиратством, но и защищали рязанское пограничье и сопровождали купеческие караваны, ходившие по Дону от Данкова до Азова.
По мнению ряда историков, возможными предшественниками казаков вообще, также являлись вольные сообщества бродников, предположительно беглых крестьян и посадских, известные со времён монгольской власти над восточнорусскими княжествами. Под 1353 годом в летописном известии о захвате рязанцами Лопасни — бывшего владения рязанских князей, отмечается, что это военное предприятие возглавил князь Олег «съ своими резанцы, съ поташвникы ему съ бродни».
По Дону проходила и сама юго-западная граница Рязанского княжества, там стояли казачьи крепостицы, а на юг от них тянулось малонаселённое Дикое поле. Рязанские казаки упомянуты и в более поздних записях московского Иноземного приказа при историческом описании под 1444 годом битвы на Листани. Так, в летописи о нападении той зимой московитов и мордвы на татар говорится: «и приидоша на них мордва на нартах с сулицами, и с рогатинами, и с саблями; а Казаки Рязанские такоже на нартах с сулицами, и с рогатинами, и с саблями з другия стороны».

### XVI век
Под 1502 годом в летописях упоминается наказ московского великого князя Ивана III рязанской княгине Агриппине: «Твоим служилым людям и городовым Казакам быть всем на моей службе, а кто ослушается и пойдёт самодурью на Дон в молодечество, их бы ты, Агриппина, велела казнити».
В 1520 году последний рязанский князь Иван Иванович был московским великим князем Василием III вызван и посажен в тюрьму в Москве. Таким образом, с 1521 года Рязанское княжество полностью утратило свой статус и самостоятельность, и стало частью стремительно расширяющегося Московского государства. С верховьев Дона рязанские казаки и все, кто стремился к вольной жизни стали уходить дальше на юг.
В грамоте, датированной 1550 годом, от ногайского бия (князя) Юсуфа русскому царю Ивану Грозному, князь Юсуф пишет: «Холопи твои, нехто Сарыазман словет, на Дону в трёх и в четырёх местах городы поделали, да наших послов и людей наших, которые ходят к тебе и назад, стерегут, да забирают, иных до смерти бьют… Этого же году люди наши, исторговав в Руси, назад шли, и на Воронеже твои люди — Сарыазманом зовут — разбойник твой пришёл и взял их».
Писатель Е. П. Савельев считал, что «Сары-Азман — слово персидское, …означающее „удальцы“». Другие историки (Н. Коршиков, В. Королёв) отмечают, что «Сары-Азман, возможно, был татарином, азовским или мещерским». Дореволюционный историк С. Щелкунов, опубликовавший в 1914 году основательный очерк о происхождении донского казачества и его взаимодействию с Московским государством, называет Сары-Азмана «татарином», добавляя, что «…Сары-Азман — личное имя или прозвище». Позднее Азманом, например, звали калмыка, участника Первой мировой войны, кавалера двух Георгиевских крестов, полковника одного из Донских полков, атамана станицы Граббевской (1908—1914 гг.) Азмана Батырева.
В 1570 году на нижнем Дону, при участии запорожцев, была основана первая столица донского казачества — город Черкасск. Донские казаки активно сотрудничали, совместно воевали и перенимали многие свои обычаи от запорожских казаков:

«В 1570 году запорожские черкасы в 60 верстах от Азова построили новый городок, назвав его своим именем Черкас».— 
Гетман Кн. Михаил Вишневецкий был избран из Воевод и, в том же году <1569>, послан Королём на помощь Царю под Астрахань, к которой шли Турки и Татары. Выступив из Черкас, на дороге присоединили он к себе полки охочекомонные и часть Запорожцев…

«Когда турецкое войско ходило под Астрахань, то в оное время царем Иоанном Васильевичем призван был с Днепра князь Михайло Вишневецкий с 5000 запорожских казаков, которые, соединясь с поселенными на Дону, великую победу на сухом пути и на море над турками одержали, и таким образом без оных черкасских казаков большая часть оставшись на Дону в 1570 году, построили совокупно с Донским сей город, в коем и жили долгое время без жён, как запорожцы».— 

### XVII век
После раздела Северщины, по Деулинскому перемирию 1619 года, между Русским царством и Королевством Польским и Литовским, часть северских казаков (севрюков) также переселилась на Нижний Дон.

От Царя и Великого Князя Михаила Фёдоровича всея Русии на Дон, в нижние и верхние юрты, атаманам и казакам и всему Донскому войску и пр.— ТСД, Юрт.
Считается, что до начала XVIII века донские казаки были организованы и абсолютно независимы от окружающих государств, однако уже с 1646 года на Дону непрерывно находился военный гарнизон русского царя.

У нашего великого государя, против его государских недругов, рать собирается многая и несчётная, а строения бывает разного: …

Казаки донские, терские, яицкие бьются огненным боем; а запорожские черкасы — и огненным, и лучным.— Описание Русского войска, данное Козимо Медичи, во Флоренции, стольником И. И. Чемодановым, послом в Венеции, в 1656 году.
Вскоре после подавления русским царём разинского восстания, 28 августа 1671 года донские казаки принесли присягу Алексею Михайловичу и затем присягали и его преемникам. В присяге содержался запрет на дипломатические отношения с другими государствами. В 1698 году в бассейне Дона были основаны две русские крепости — Петровск на реке Медведица и Павловск на Хопре.

### XVIII век
В результате подавления Петром I в 1707—1708 годах восстания донских казаков под предводительством Кондратия Булавина, наибольшая часть, не имеющей в то время определённых границ, Земли Донских казаков оказалась на территории вновь созданной Петром I большой Азовской губернии Русского царства.
В 1708 году Петром I территория донских казаков была административно унифицирована согласно формировавшейся системе «империи», была отменена выборность атаманов, казаки стали обязаны служить в царской армии. Кроме того, на Дону был построен ряд русских крепостей, причём их коменданты имели право разрешать споры между казаками и старшинами, а также между казаками и соседними народами (калмыками и ногайцами).
3 (14) марта 1721 года, согласно именному указу Петра I, объявленному Сенату президентом Адмиралтейств-коллегии графом Ф. М. Апраксиным, донцы, как и все казаки, были подчинены высшему органу военного управления в империи — Военной Коллегии.
При правлении потомков Петра I, Войсковой круг донских казаков постепенно лишался своих полномочий. С 1732 года он не мог избирать походных атаманов, а с 1754 года — также войсковых старшин.

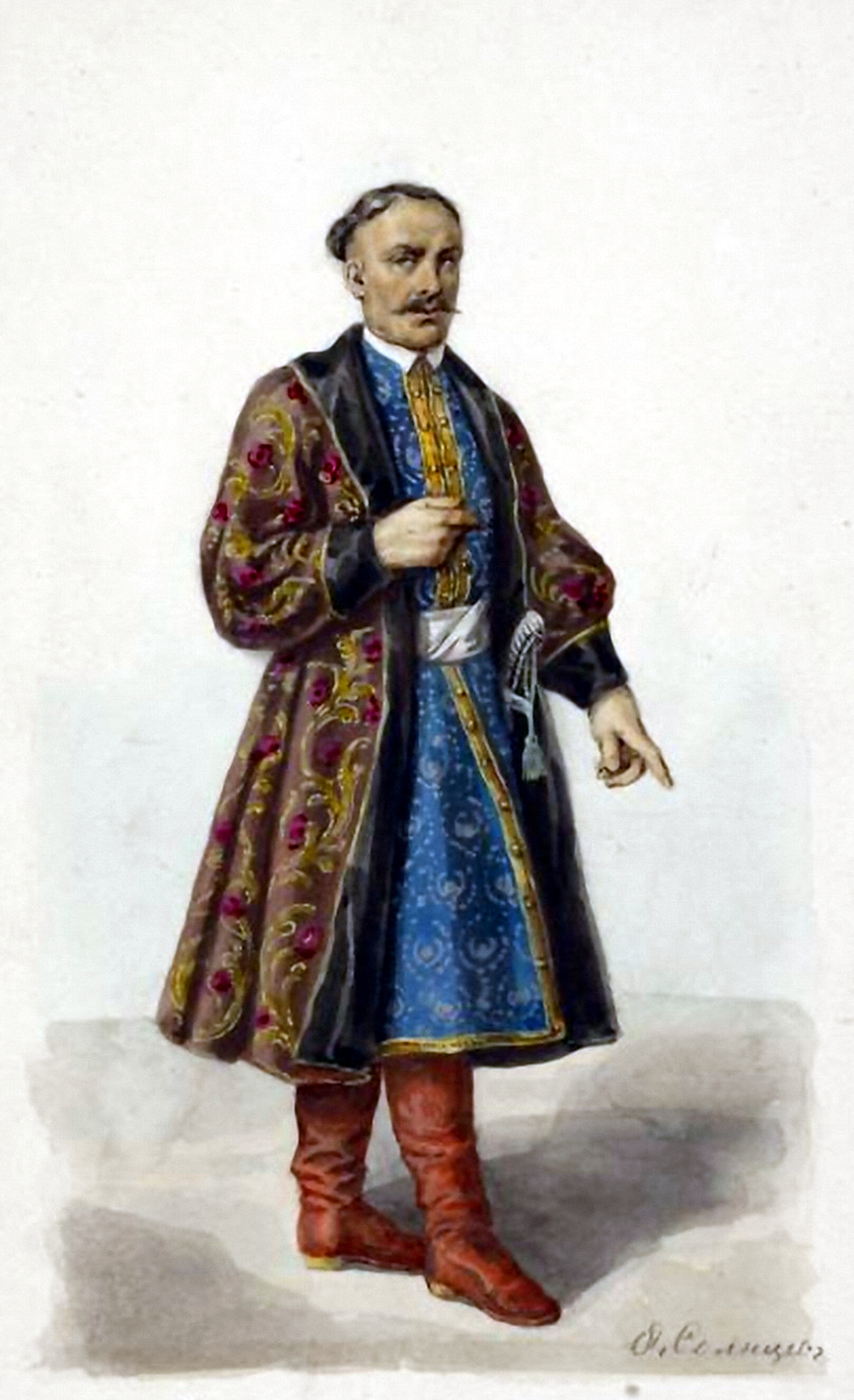
Старшина Войска Донского. Начало XVIII столетия
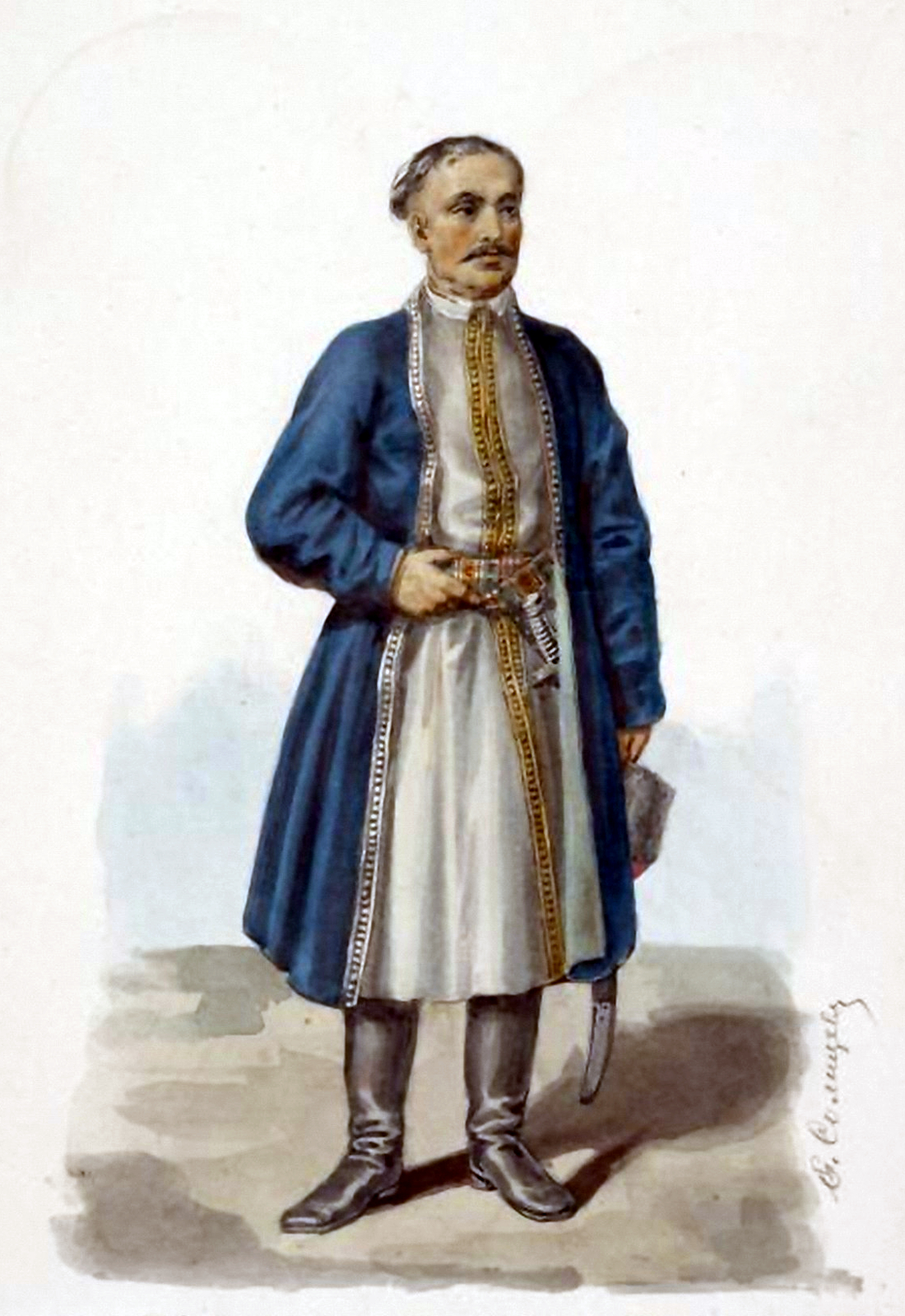
Старшина Войска Донского. Конец XVIII столетия

Карта Владений Войска Донского в составе Азовской провинции Азовской губернии Российской империи, составленная в 1778 году инженер-генерал-майором Александром Ригельманом.

В 1775 году донской есаул Матвей Платов со своим полком принял участие на стороне имперских войск в подавлении широкого антиправительственного крестьянского восстания, начавшегося с восстания яицких казаков под предводительством донского казака Емельяна Пугачёва, объявившего себя спасшимся императором Петром III. После этого Матвей Платов стал делать стремительную карьеру на службе у Российской империи.
В 1775 году Земля Донских казаков вошла в состав вновь созданной Азовской провинции второй Азовской губернии. В ходе новой административной реформы Екатерины II провинции в Российской империи упразднялись, а с 1779 года губернии преобразовывались в наместничества.
С 1779 года во время военных кампаний донским казакам выплачивалось следующее жалование: полковнику 300 рублей в месяц, есаулу, сотнику, хорунжему — 50 рублей в месяц, рядовым казакам 1 рубль в месяц (для сравнения лошадь стоила 40—80 рублей). Выдавалось казённое сукно на пошив мундиров. Также казаки были освобождены от налогов в пользу государственной казны, но по первому требованию Военной Коллегии казак должен был явиться вооружённым, по форме одетым и с конём по месту сбора полка.
С 1783 года Земля Донских казаков временно пребывала в составе нового, созданного на юге в честь Екатерины II, огромного Екатеринославского наместничества, из которого в 1786 году, при завершении административной реформы Екатерины II, Земля Донских казаков была выделена в отдельную внутреннюю административную единицу Российской империи, и с тех пор стала официально именоваться «Землёй войска Донского».
Донские казаки всё же частично сохранили свои привилегии и в новом статусе, отстаивая их перед имперскими властями, примером чего может служить Есауловский бунт против принудительного переселения казаков на Кубань 1792—1794 годов.
В религиозном отношении в империи Донское казачество было официально отнесено к «православным», хотя, даже и через 100 лет, как минимум 150 000 из 2,5 миллиона прихожан Донской епархии будут принадлежать к старообрядцам, а 30 000 калмыков тринадцати калмыцких станиц Сальского округа будут исповедовать буддизм. Сам Матвей Платов был представителем поповского течения старообрядчества. Кроме этого, были на Дону и мусульмане, хотя и в небольшом количестве.

### XIX век

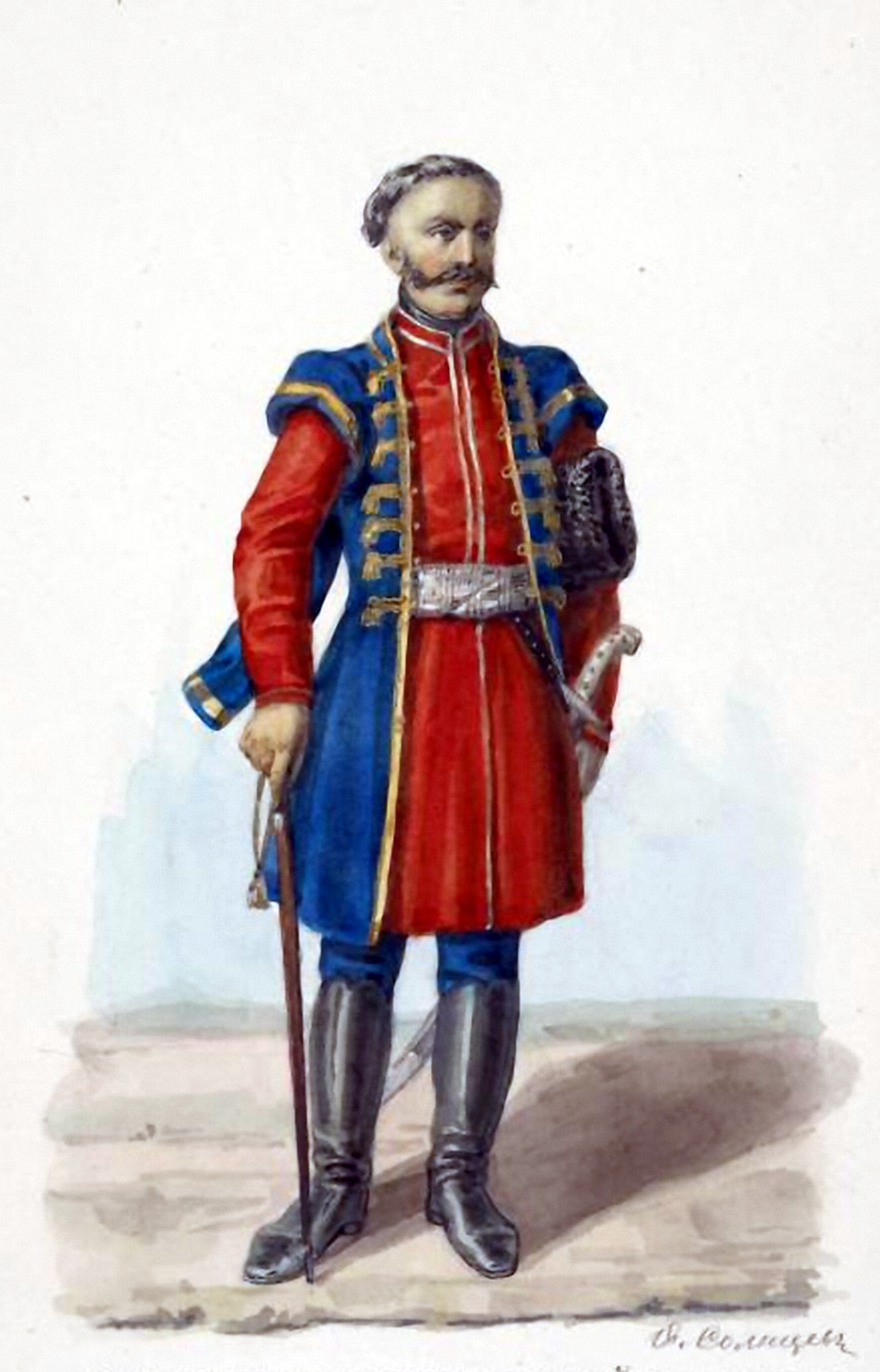
Старшина Войска Донского, 1821 год

В 1801 году Матвей Платов произведён в генерал-лейтенанты и назначен войсковым атаманом Войска Донского. В 1805 году Матвей Платов основал новую столицу донского казачества — город Новочеркасск.
В соответствии с «Положением о Войске Донском» 1835 года Войско было разделено на четыре округа во главе с окружными генералами. Казачьи чины имели следующее наименование: казак, урядник, подхорунжий, хорунжий, сотник, подъесаул, есаул, войсковой старшина, подполковник и полковник. Общий срок службы определялся в 30 лет, из них 25 лет полевой и 5 лет внутренней службы. В 17 лет казак считался малолетком и до 19 лет отбывал «сиденочную» повинность, а на двадцатом году шёл на службу в полк на три года, а на Кавказе — на четыре года. Атаман Платов для снаряжения казаков оружием заказал сделать ружья на Тульском оружейном заводе по образцу казачьего оружия. После трёх лет казак возвращался домой на два года, а потом снова шёл на службу опять на три года, и так до четырёх раз. Поэтому на службе были казаки 20-, 25-, 30- и 40-летнего возраста — так по «Положению» была устроена казачья служба.
В 1838 году были изданы «Правила для состава и построения казачьих полков». По этим правилам, в казачьем полку положено было иметь — 1 полкового командира, 1 войскового старшину, 5 есаулов, 6 сотников, 7 хорунжих, 19 старших урядников и 19 младших, и из них 1 старший урядник — знаменщик и 1 младший урядник — его ассистент, 60 приказных, 1 полковой писарь, 1 лекарский ученик и 750 казаков. Полк делился на 6 сотен. В сотне полагалось 4 взвода. Сотня строилась в две шеренги или лавы.
Для улучшения лошадей казаков в 1844 году было издано положение о конских табунах Войска Донского и устроен Провальский войсковой конский завод, где было определено иметь 34 жеребца и 250 кобыл лучших русских, донских и кавказских пород. В 1851 году были открыты первые скаковые общества на Дону: в Новочеркасске и Урюпинске.

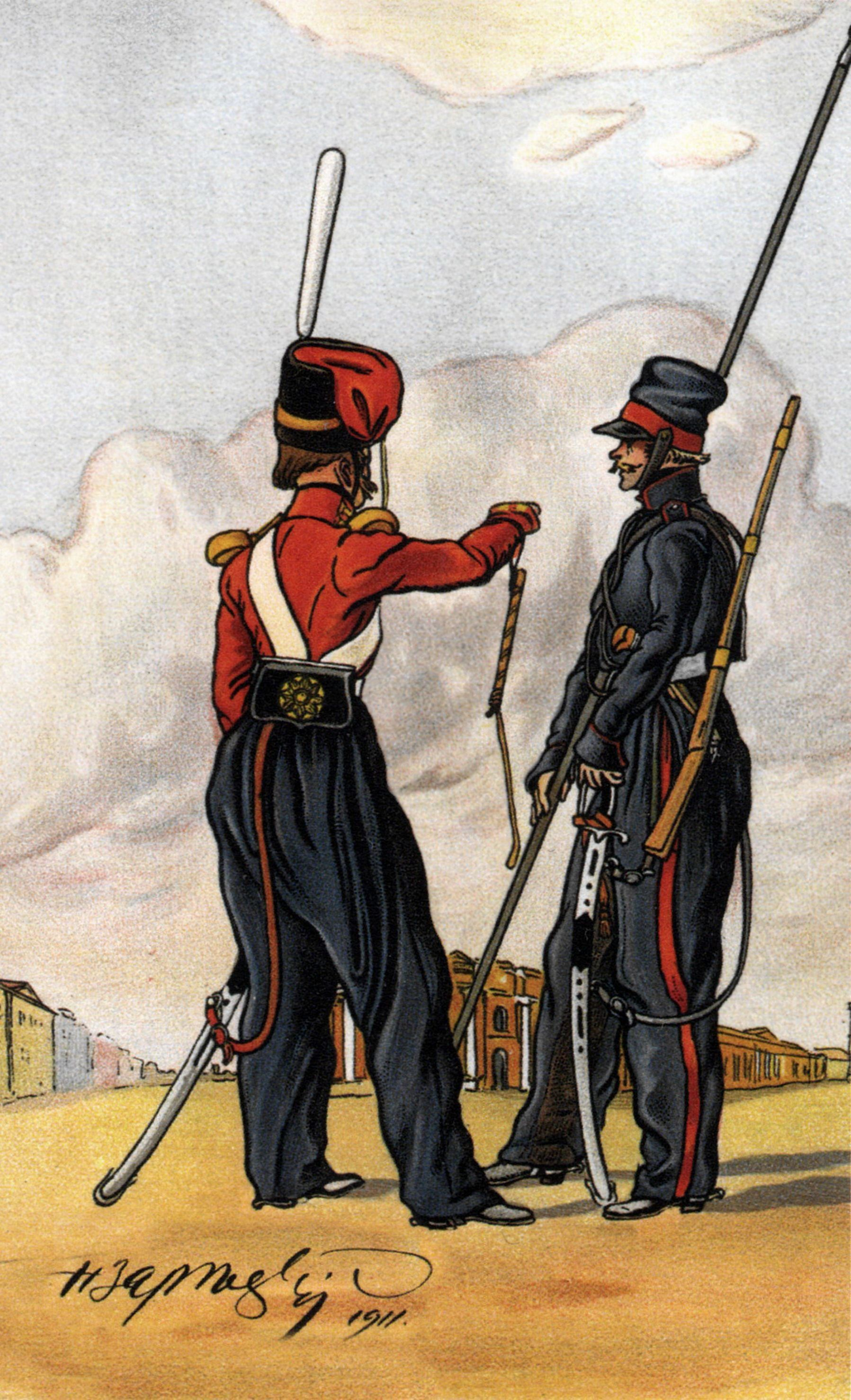
Офицер и рядовой казак Войска Донского начала XIX века
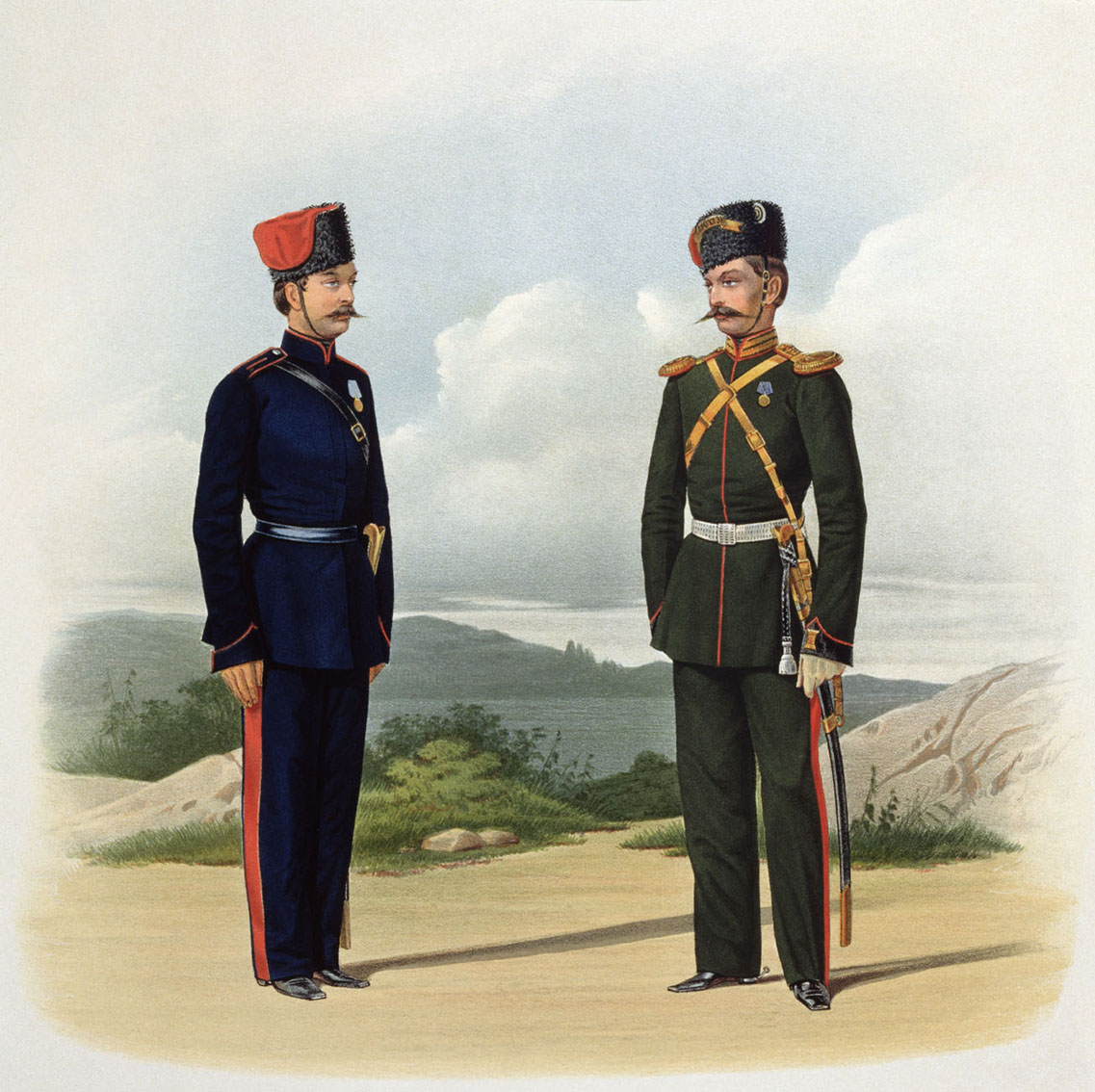
Пиратский К. К. Казак Донского Войска и Обер-Офицер Донской Конно-Артиллерийской № 2 батареи. 1862 г.
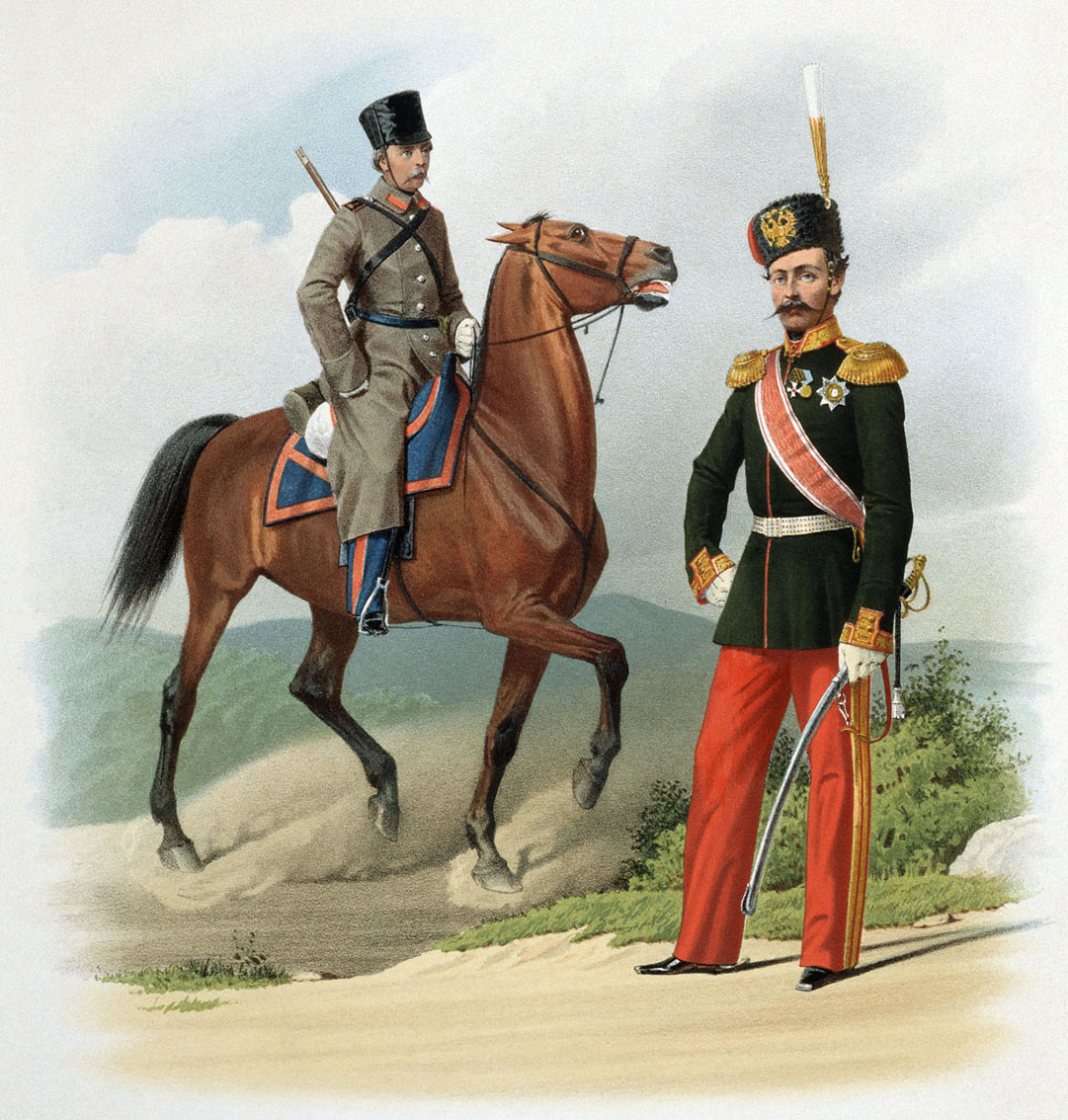
Пиратский К. К. Урядник и Генерал Донского Войска. 1862 г.
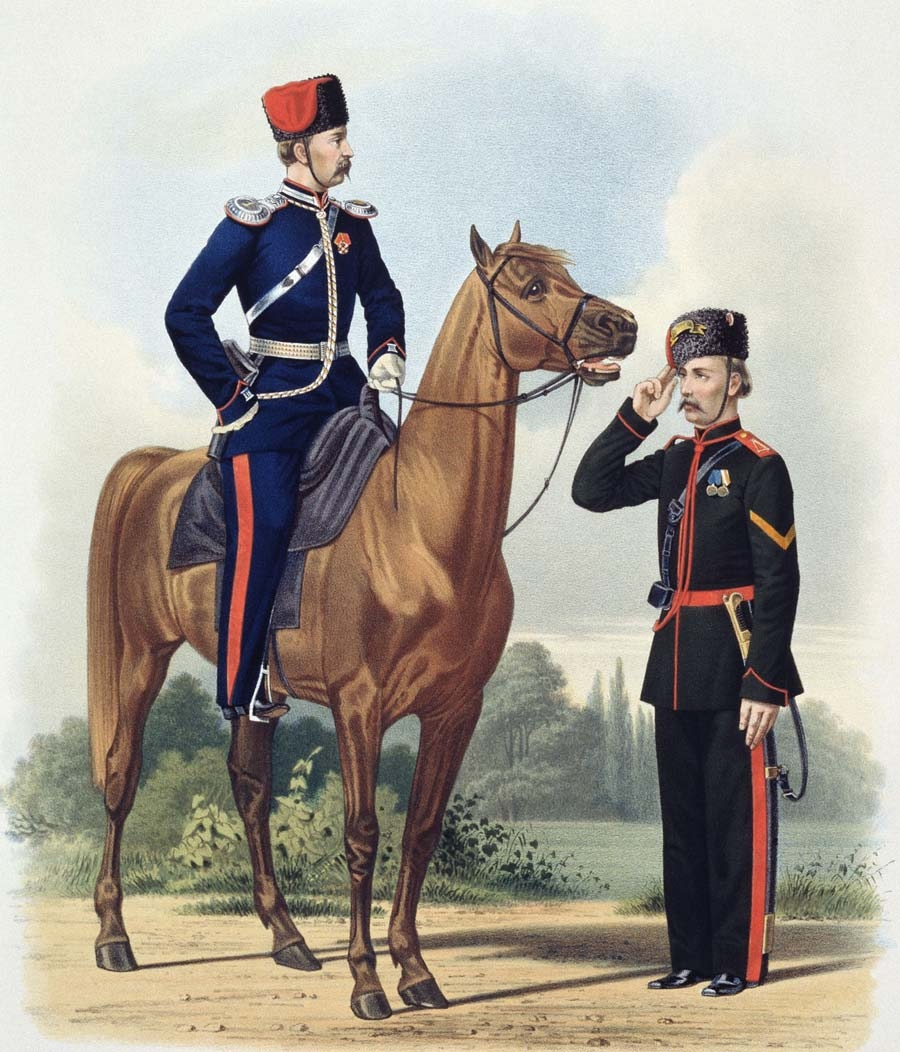
Пиратский К. К. Донские Казачьи полки и артиллерия. 1867 г.

Отличительные черты казачества как сословия де-факто в Российской империи
- особый порядок отбывания воинской повинности;
- освобождение от подушной подати;
- освобождение от рекрутской повинности;
- освобождение от государственного земского сбора;
- право беспошлинной торговли в пределах войсковых территорий;
- особые права на пользование государственными землями и разными другими угодьями, как то: рыбной ловлей, добыванием соли и тому подобное.

В видах развития торговли и промышленности почти во всех казачьих во́йсках были учреждены торговые общества казаков, так как купцы были ограничены в правах торговли в сельской местности, этим также отчасти устранялась необходимость перехода значительного числа казаков в купеческое сословие — купцов из-за их разъездов было трудно мобилизовывать.

### XX век

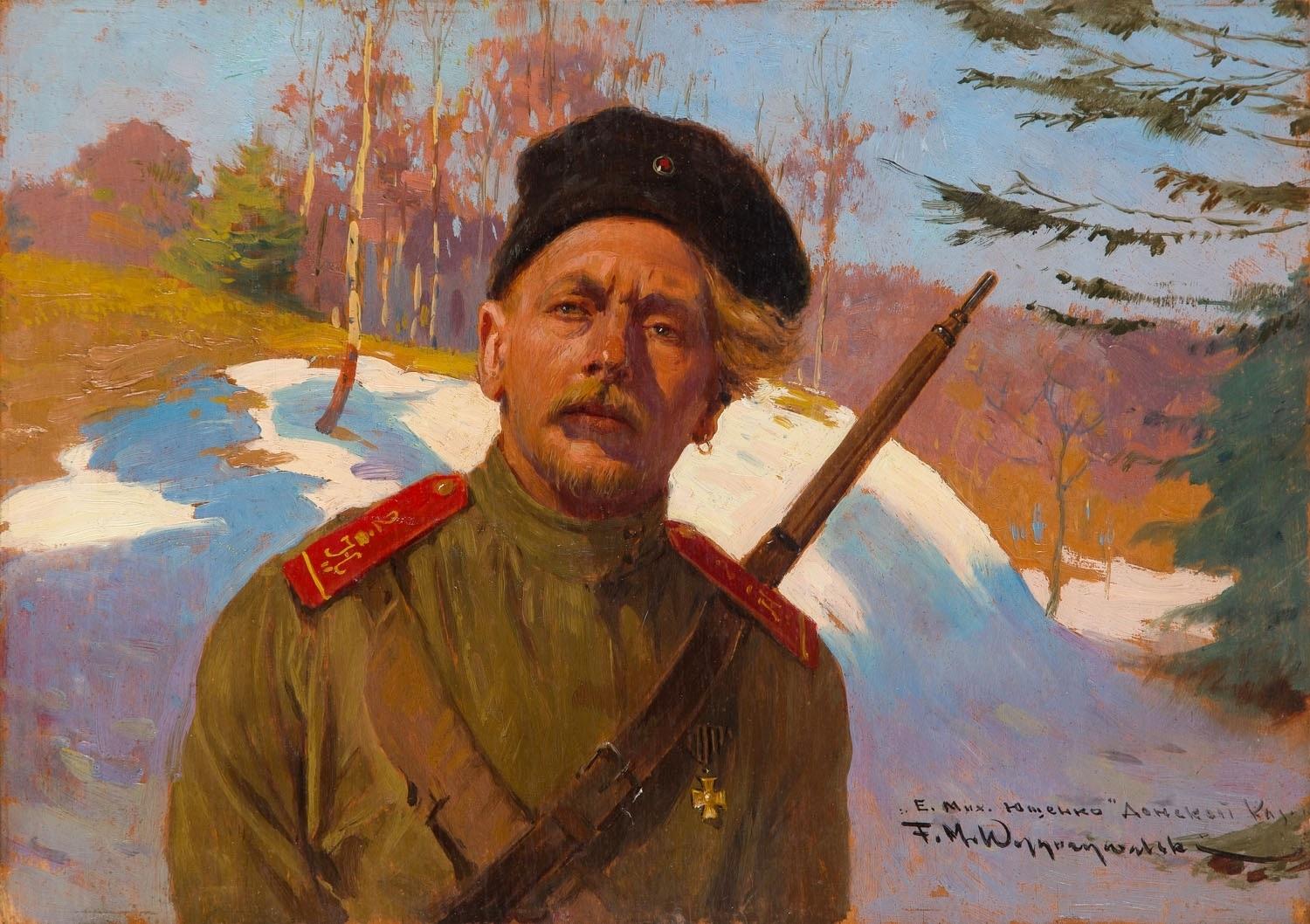
Портрет донецкого казака (худ. Ф.Выгживальский)

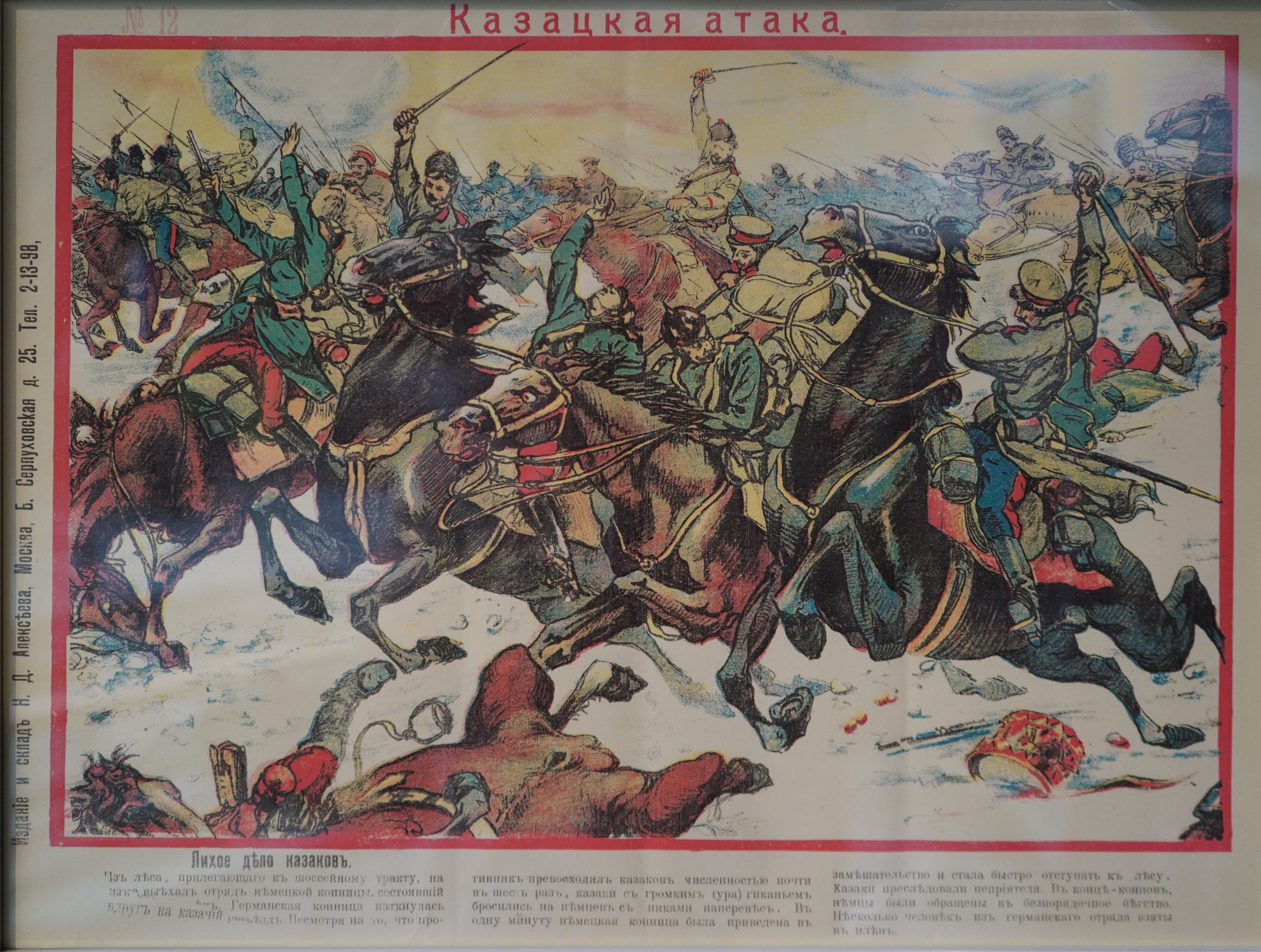
Агитплакат Первой мировой войны «Казацкая атака» с изображением донских казаков, атакующих кайзеровскую кавалерию

На 1913 год численность донского казачества составляла 1 млн 525 тыс. чел., включая 30 тыс. калмыков.
Область Войска Донского занимала территорию площадью в 152,7 тыс. км². Административным центром являлся город Новочеркасск.
Во главе Войска находился Войсковой наказной атаман, обладавший правами генерал-губернатора по гражданской части и командующего войсками округа по военной. Он возглавлял военное управление, в которое входили Войсковой штаб, управление Донской казачьей артиллерии и гражданское областное управление Войска Донского.
Войсковой наказной атаман назначал Окружных атаманов семи округов (Черкасского, 1-го Донского, 2-го Донского, Усть-Медведицкого, Хопёрского, Донецкого, Сальского), а также окружных начальников по гражданской части и окружных воинских начальников, имевших права уездных воинских начальников Ростовского и Таганрогского округов.

#### Раскол и разгром донского казачества
Всколыхнулся, взволновался

Православный тихий Дон,

И послушно отозвался

На призыв свободы он.

Зеленеет степь родная,

Золотятся волны нив

И, с простора долетая,

Вольный слышится призыв.

Дон сынов своих сзывает

В Круг державный Войсковой,

Атамана выбирает

Всенародною душой.

В боевое грозно время,

В память дедов и отцов,

Вновь свободно стало племя

Возродившихся донцов.

Славься, Дон! И в наши годы,

В память вольной старины,

В час невзгоды честь свободы

Отстоят твои сыны!
В 1918—1920 годах во время Гражданской войны в России на территории Области Войска Донского произошёл идеологический раскол казачества, было последовательно провозглашено две враждебные друг другу казачьи республики — Донская советская республика и Донская Республика — Всевеликое Войско Донское, вторая даже выпускало свои «донские деньги».
Дон, будучи одним из центров Белого движения, стал ареной кровопролитных боёв. Гражданская война на Дону нанесла сильнейший удар по казачеству. Часть донских казаков вместе с Вооружёнными Силами Юга России оказалась в эмиграции за рубежом. Значительная часть оставшихся была подвергнута различного рода репрессиям и высылкам. Также сильный удар по донским казакам, оставшимся в СССР после Гражданской войны, нанесли расказачивание, и голод 1932—1933 годов.

#### Вторая мировая война
В период Второй мировой войны существовали части «донских казаков» как на стороне СССР, так и на стороне нацистской Германии.

#### Распад СССР
В перестроечное время на территории СССР и РФ были предприняты попытки возрождения на Дону как казачьих обычаев и традиций, так и казачьих воинских формирований. Этот процесс также породил новые конфликты и расколы в среде тех, кто считает себя потомками донских казаков.

### XXI век
Согласно переписи населения 2002 года, только на территории Российской Федерации живут более 140 тысяч человек, записавших свою национальность как «казак», «казачка». Большинство из них в Ростовской — 87 492 чел. и Волгоградской областях — 20 648 чел, всего — более 108 тыс. чел.

## Административно-территориальное деление
В плане административно-территориального деления Войско подразделялось округа (9), а те состояли из юртов.
1. Донецкий округ — северо-западный округ с центром в станице Каменская
2. 1-й Донской округ — округ во внутренней части земель Войска Донского, центром которого была станица Константиновская,
3. 2-й Донской — восточный округ с центром в станице Нижне-Чирской (ныне Волгоградская область),
4. Ростовский с окружным центром в городе Ростове-на-Дону,
5. Сальский — самый южный округ, названный в честь Сальских степей, центр которого располагался с в станице Великокняжеской,
6. Таганрогский — самый западный округ, примыкал к Азовскому морю, центром которого был центром в город Таганрог,
7. Усть-Медведицкий округ — северо-восточный округ с центром в станице Усть-Медведицкой,
8. Хопёрский — самый северный округ, названный в честь реки Хопёр, центр которого располагался в станице Урюпинской,
9. Черкасский с окружным центром в городе Новочеркасске.

- В 1918 году из частей Усть-Медведицкого, Донецкого и Хопёрского округов был образован Верхне-Донской округ[31].

На войсковой территории располагалось 135 станиц, включая 13 калмыцких станиц, и 1728 казачьих хуторов.

## Управление
Высшей властью в Войске считался Войсковой Круг, который назначал или утверждал Войскового Атамана. Помощниками атамана были войсковые есаулы. Секретарём считался войсковой дьяк. Администрирование осуществлялось при помощи войсковой канцелярии, где также имелась должность казначея, толмача и асессора.

## Культура

### Воспитание казака
Лет с трёх-пяти казачок приучался к верховой езде. Обучение было тяжёлым и постоянным. Стрелять учили с семи лет, рубить шашкой — с десяти. Сначала спускали тонкой струйкой воду и «ставили руку», чтобы клинок под правильным углом резал воду, не оставляя брызг. Потом учили «рубить лозу», сидя на коновязи, на бревне, и только потом на боевом коне, по-боевому, по-строевому осёдланном. Рукопашному бою учили с трёх лет, передавая особые, в каждом роду хранящиеся приёмы.
Мальчика воспитывали гораздо строже, чем девочку, и жизнь его с раннего детства была заполнена трудом и обучением. С пяти лет мальчишки работали с родителями в поле: погоняли волов на пахоте, пасли овец и другой скот. Но время для игры оставалось. И крёстный, и атаман, и старики следили, чтобы мальчонку «не заездили», чтобы играть позволяли. Но сами игры были такими, что в них казак обучался либо работе, либо воинскому искусству.
Сыновьям казачьих офицеров времени на детские игры отпускалось меньше, чем сыновьям простых казаков. Как правило, с пяти-семилетнего возраста отцы забирали их в сменные сотни, полки и увозили с собой на службу, часто и на войну.
Именно приобретённые в счастливые годы детства навыки помогали стать казаку лучшим в том ремесле, для которого он был рождён, — военной службе.

### Архитектура

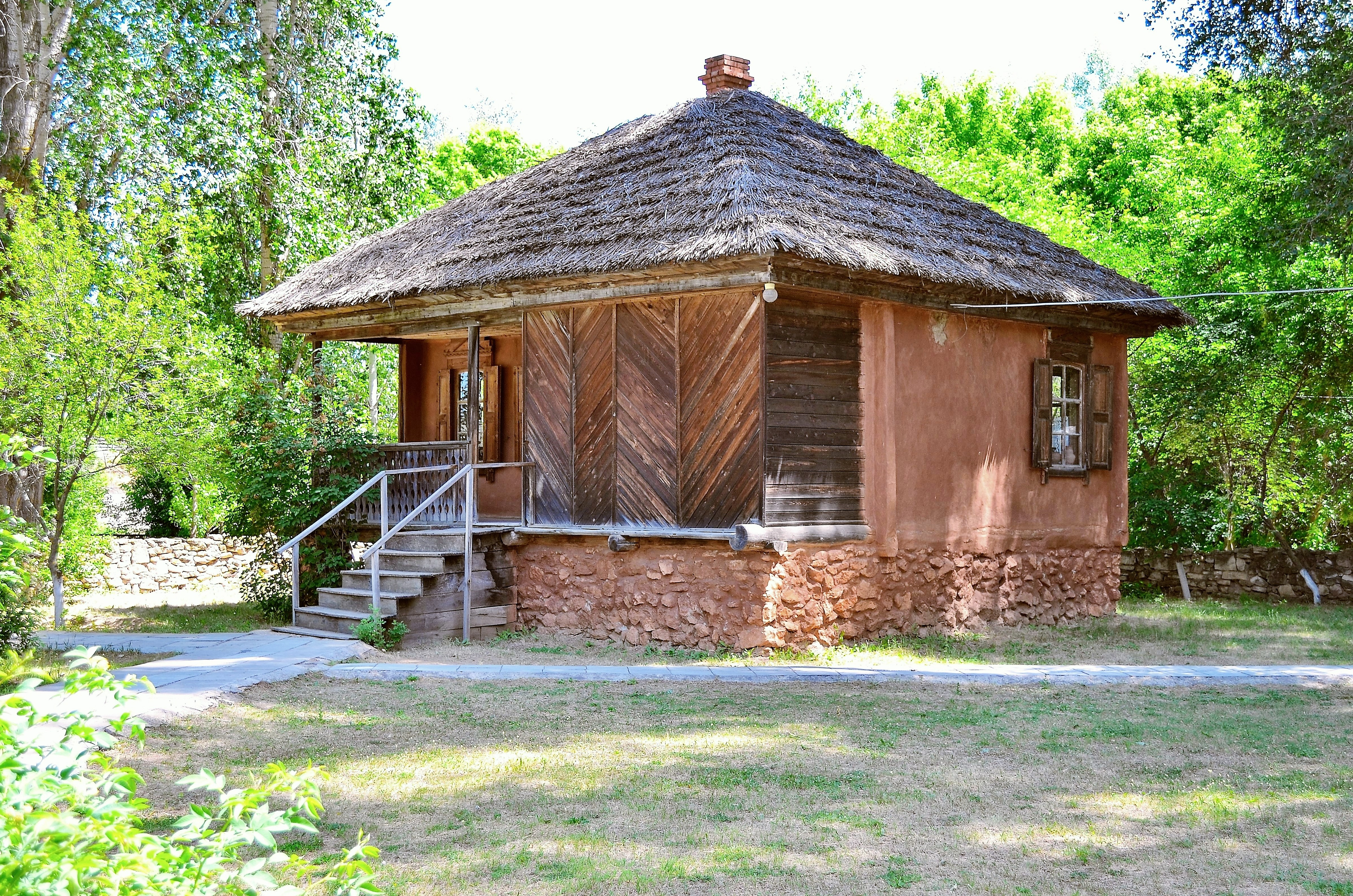
Казачий курень в Иловлинском музее казачьего быта

Жилище является одним из основных элементов материальной культуры людей. Архитектура донских казачьих станиц отличалась от построек других населённых пунктов России. Эти отличия выработались благодаря социально-историческим и природно-климатическим условиям проживания людей.
С древнейших времён на Дону самым простым жилищем была полуземлянка, покрытая камышом или соломой. Степняки-кочевники проживали в юртах или в балаганах. Такие шатры — балаганы и ныне ставятся казаками на покосах или полевых станах.
На особенности традиционного казачьего жилища, которое они называют куренём, повлияла речная культура Нижнего Дона и Прикавказья. Первые поселения на Дону возникали в плавнях — речных камышовых зарослях. Для сооружения домов использовались имеющиеся в наличии материалы. Стены домов плели из двух рядов прутьев или из камыша, пространство между прутьями для сохранения тепла и прочности заполнялось землёй. Крыша покрывалась камышом, в ней делалось отверстие для выхода дыма. Жить в таких сооружениях можно было не везде, многокилометровые разливы рек требовали свайных, приподнятых над землёй построек.
На территории Верхнего Дона преобладало жилище без подполов из местного строительного материала, в основном лесоматериалов. Для строительства турлучных жилищ и кровли крыш использовались чакан и камыш, саманный кирпич из глинистого грунта с добавлением соломы или других добавок, высушенного на открытом воздухе использовался для сооружения стен. Характерной особенностью построек северных округов было использование наземной системы отопления. Кроме русской печи под кроватью, у стены, размещали небольшую печурку — подзёмку.

### Музыка
Музыкальный фольклор донского казачества богат, разнообразен и обладает своей самобытностью.
Среди донских казаков в качестве музыкальных инструментов бытовали балалайка, скрипка, гармонь, бубен и колёсная лира (местное название — рылей, название исполнителей — рылешник; также ввиду издаваемой лирой бурдона, она называлась гудком, а исполнители — гудошниками). На гармони, скрипках и балалайках играли на «балах» — танцевальных вечеринках молодёжи, на которых исполняли модные танцы (польку, падеспань, краковяк, кадриль), ансамбль из гармониста и скрипача уже назывался оркестром. Однако зафиксированы исполнения под скрипку и балалайку и народных мелодий, в частности, из хутора Мрыхвоского. Во время посиделок на дому, свадеб и гулянок самым популярным инструментом был бубен, аккомпанировавший плясовым песням и танцам вроде камаринской, барыни, цыганки и казачка. Под аккомпанемент рылея, бытовавшего до начала XX в. станицах Белокалитвинской (ныне — город Белая Калитва) и Екатерининской (ныне Краснодонецкая) исполнялись духовные, исторические и протяжные песни, былины и плясовые мелодии, из-за чего их могли приглашать на праздники, и в отличие от лирников в других областях России, бывших бродячими музыкантами и каликами перехожими, зарабатывавшие музыкой себе на жизнь, донские рылешники были зажиточными. У белокалитвинских рылешников самой любимой мелодией была песня «По Донцу, по Донцу». Донской рылей обладает четырьмя струнами, из которых две — мелодические, одна — бурдонная (предназначенная для извлечения монотонной, гудящей ноты), и одна — для возвращения клавиш в исходное состояние после нажима, находившаяся непосредственно в корпусе. Количество клавиш составляло от 11 до 14. Корпус — овальный с длинной и широкой шейкой, на левой стороне которой и располагаются клавиши для игры, и которая оканчивается головкой-коником с четырьмя колками-закрутками для струн.
Для донских казачьих песен характерны многоголосие. Традиционно «женскими» являются бытовые, семейные, лирические (они же «девичьи»), свадебные и хороводные, в то время как «мужскими» считаются походные, строевые и «служивские» песни. Очень ценится мужской голос, однако при отсутствии мужчин среди поющих, их роль могут брать на себя и женщины.
Протяжные песни («тяговые») исполняются а капелла ансамблем из пяти-семи человек. Нередко в протяжных песнях присутствуют обрывы и повторение слов куплетов, широкий распев слогов, вставки в середине слов и восклицания с частыми междометиями. Плясовые песни («под пляс», «частые», «круговые») обычно поются под хлопки, выкрики в такт, а в качестве сопровождающего музыкального инструмента используется только бубен. В отличие от плясовых песен из других регионов России, называвшихся у донцов «песнями под гармонь», донские плясовые песни характеризуются удалью и умением зажечь весельем окружающих.
Для казаков верховьев Дона характерно многоголосное пение, состоящее из двух контрастных по звучанию регистров — верхнего и нижнего, и отсутствию басов. Как правило, голосов четыре. Присутствует подголосок (местное название — ди́шкант), нередко представляющий собой вокализацию гласных звуков. Мужское пение звонко, нередко песня начинается с речитатива (проговора), исполняемая мужским голосом, определяющим тональность и темп песни. Остальные голоса ведут вариант песенного напева в импровизационной манере. Во многоголосной манере исполняются в том числе и былины.
Былины к настоящему времени практически забыты, найти исполнителей очень сложно.

## Отношение к браку
- Когда на Юг массово заселялись русские, донцы предпочитали не жениться на русской или украинке[9]. Даже если такой союз случился, то донской казак обрекал себя и свой род на вечный позор[9]. Эта традиция сложилась в XV веке, так как, крестьяне, искавшие вольной жизни и нашедшие её на берегах Дона, были практически все мужчинами[9]. Поэтому лихие казаки устраивали набеги на соседей, в основном Турцию. В качестве трофеев донцы брали в жёны красивых турчанок, образуя смешанные браки[9].
- Примечательно, что во время атаки на турок в Таганрогском заливе в 1635 году донцы захватили в плен 1735 женщин, которых всех впоследствии взяли в жёны[9].
- Фамилия Болдырев пошла от того, что рождённых в этих браках детей, называли болдырями. Турчанок они называли ясырками[9].

## Посвящение в казаки
Настоящим казаком считался тот, кто родился на Дону и имел корни донского казачества. Но нужно отметить, что стать казаком мог и потомок в третьем поколении человека, которого приняли в казаки и создавшего здесь собственную семью. Нужно было пройти обряд посвящения в донские казаки, когда семья казака приезжала из других мест. В посвящении принимали участия дети от 3 до 7 лет, хотя донские дети проходили этот ритуал с 10 лет.

### Ритуал
- мальчик должен продемонстрировать знание традиций и православных молитв
- целовал казачью шашку в знак присяги на верность войску Донскому
- казачку дарят евангелие и фуражку, и с этого момента он считался полноправным казаком, вступившим на военную службу[9].

### Образование
В 1748 году в Черкасске было открыто первое образовательное учреждение — Войсковая латинская семинария — для подготовления казачьих детей к духовному званию. В 1790 году в Черкасске открылось Народное училище, где детей обучали грамматике, арифметике, французскому, немецкому языку, рисованию. В 1805 году открылась первая Донская гимназия.

### Военное искусство

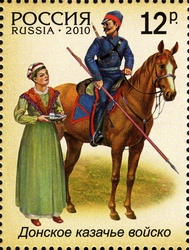
Почтовая марка России, 2010 год

Формально все казаки считались военнообязанными и подлежали призыву на службу поголовно. Но такие призывы были редки. Прикрывая границы на тревожном и непрерывно грозившем войной юге России, казаки и у себя дома были в постоянной боевой готовности. Число их стычек с грабителями, воровавшими скот и угонявшими людей, не поддаётся никакому учёту. Фактически шла ежедневная, затяжная, многовековая война, которая с русской стороны велась силами исключительно казаков. Отрывать их на службу и оголять границу было не всегда разумно. Кроме того, правительство прекрасно понимало, что гораздо удобнее позволять казакам самим формировать воинские части.
Полки собирались всего за несколько месяцев до похода. Войсковому атаману приходил указ от Военной коллегии о сборе на службу определённого числа полков, и он рассылал наряд по станицам.
Принцип сбора был совершенно средневековый, ордынский. Атаман выбирал из числа богатых и известных казаков полковых командиров. Им давалось предписание о сборе полка своего имени. В предписании говорилось, из каких станиц брать казаков. Давалось также несколько мундиров для образца, сукно на весь полк, седельные щепы, ремни, весь материал для снаряжения и 50 опытных боевых казаков для обучения новобранцев-малолеток. Командиру полка указывали день и место, куда должен быть приведён сформированный полк. Далее в его распоряжения власти не вмешивались.
Полковой командир был хозяином и создателем своего полка, он делал представления о производстве в офицерские чины и ставил урядников, писал устав на основании личного опыта или опыта старших, если был молод. Но поскольку в полку бывали казаки и старше и опытнее его, то действовали они вполне самостоятельно, по здравому смыслу.
Собранный и полностью экипированный полк проходил смотр оружия, коней и боевой выучки казаков, после чего командир отпускал казаков домой проститься с близкими и назначал место сбора для службы. Например: быть на Рождество в Санкт-Петербурге. Полк рассыпался на звенья и отделения и разными дорогами самостоятельно добирался до места службы. В условиях похода малолетки под руководством урядников окончательно проходили «курс молодого бойца». Так собирались знаменитые полки Грекова, Платова, Ефремова, которые под командованием Суворова, а затем Кутузова били турок, французов и все «двунадесять языков, дерзнувших вторгнуться в пределы нашего Отечества».
Дисциплина была в исключительно ответственном отношении казака к исполнению своего воинского долга. У казаков были очень малые потери в боях, поскольку воевали они рядом со своими станичниками: зачастую дед, отец и внуки в одном строю. Они оберегали друг друга и скорее позволяли убить или ранить себя самого, чем своего товарища. Одна серьга в ухе казака служила знаком, что данный мужчина — один сын в семье, таких берегли в бою, в случае гибели некому будет продолжить род, что считалось большой трагедией. Если предстояло смертельно опасное дело, не командир решал, кому на него идти: иногда это были добровольцы, но чаще дело решал жребий или розыгрыш.
Хорошо вооружённые воины, которые с самого рождения обучались своему ремеслу, отлично владевшие различными боевыми навыками, в том числе и тактическими, умеющие быстро выполнять поставленные задачи — всё это, в совокупности, делало казаков абсолютно незаменимыми для русской армии.

## Казачьи символы и знаки

### Войсковые символы
Древним гербом Войска Донского был олень, пронзённый стрелой. А. И. Ригельман в своём «Повествовании о Донских Казаках» писал: «От начала же оное Войско или правительство оного имело и ныне ещё имеет небольшую печать с изображением оленя, поражённого стрелою и с надписью вокруг оного: Печать Войсковая, олень поражён стрелою. Оную употребляли да и ныне употребляют по Войску своему. Есть ли что малое какое повеление следует послать, то от Канцелярии, за печатью оной, дьяк на полулисте, то есть в четверть писанное, повеление без закрепы посылает, что приемлется за повеление Войсковое». Следовательно, было достаточно одной печати без подписи дьяка или атамана. Возрождённая в 1918 г. республика Всевеликое Войско Донское пользовалась тем же изображением для своего герба, но именовалось оно иначе: «Елень пронзён стрелою». В рамке простого геральдического щита на голубом поле изображался «белый олень, пронзённый чёрною стрелою, в позиции стоящей, с рогами в три и четыре ветви».
В 1704 (1709) году Пётр I пожаловал донцам печать с изображением голого казака в папахе, c мушкетом и саблей, сидящего на бочке, рядом с которой лежала чарка. Композиция печати должна была выразить мысль, что казак, даже если он горький пьяница, не пропьёт папаху и оружие.
В 1706 году Пётр Великий, даровал войсковым атаманам и всему Донскому войску «честные и знатные войсковые клейноты», состоявшие из «Бунчука с яблоком, с доскою и с трубою серебряною, золочёными», за их верную службу, и усмирение, бунтовавших стрельцов и казаков в Астрахани.
10 марта 1732 года донцам была дарована печать с изображением двух сабель и казачьего рога. С 30 мая 1775 года на печати войска стали изображать государственный герб.
В Войске Донском войсковая печать вручалась атаману при выборах. Ею скреплялись все документы. Также символом атамана являлась
- Медаль — личный знак атамана (или почётного судьи). Носилась на шее, на ленте или цепи, выпускалась на кафтан. На лицевой стороне надпись — «Атаман станицы» и государственный герб или портрет государя. На обороте — имя атамана. По окончании срока оставалась атаману на память.

Известно о даровании Войску Донскому российскими царями следующих войсковых клейнодов:
- Петром I «Великим»
  - в сентябре 1704 года пожалована насека, представлявшая собой деревянную трость длиной 177,5 см с резьбой по всей длине в виде сучьев, окрашенную под цвет орехового дерева, на верхнем конце которой помещена серебряная головка с надписью «Насека Войска Донского 1704 года».
  - в 1706 году за заслуги при усмирении астраханского бунта пожалованы: пернач, бунчук и знамя большое.
- Екатерина II в 1776 году пожаловала войску бунчук, с надписью на доске при нём: «Войска Донского, войсковому атаману Алексею Иловайскому, пожалован в 1776 г. etc.»[36], булаву и насеку для атамана[37].

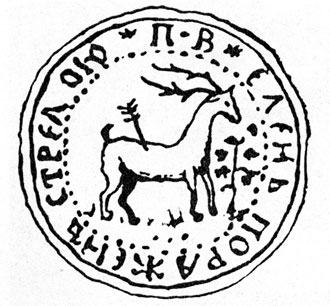
Оттиск печати Войска Донского, XVII век
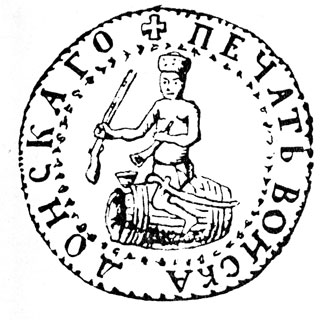
Печать Войска Донского, 1704 год
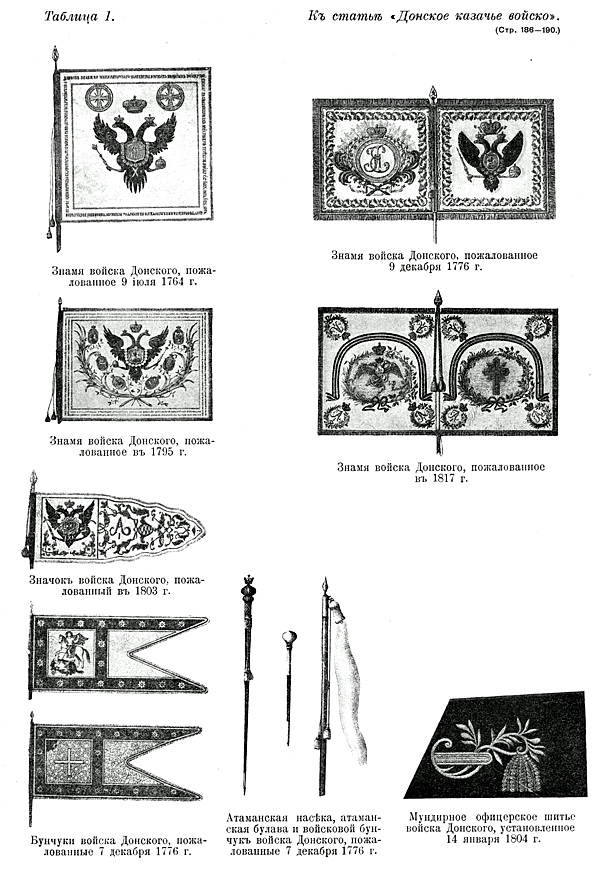
Знамёна и другие атрибуты.
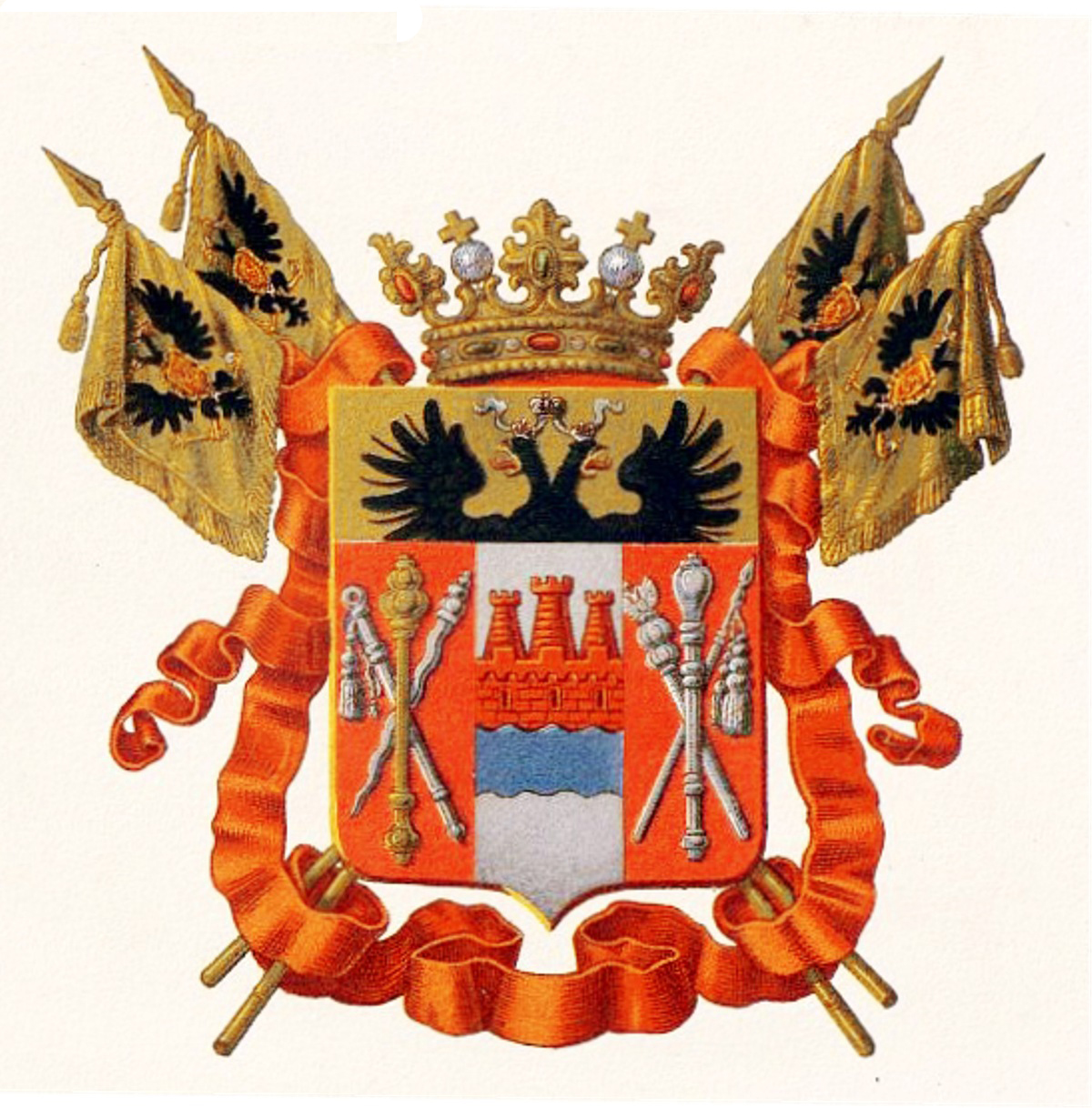
Герб Области Войска Донского, утверждён 5 июля 1878 г.
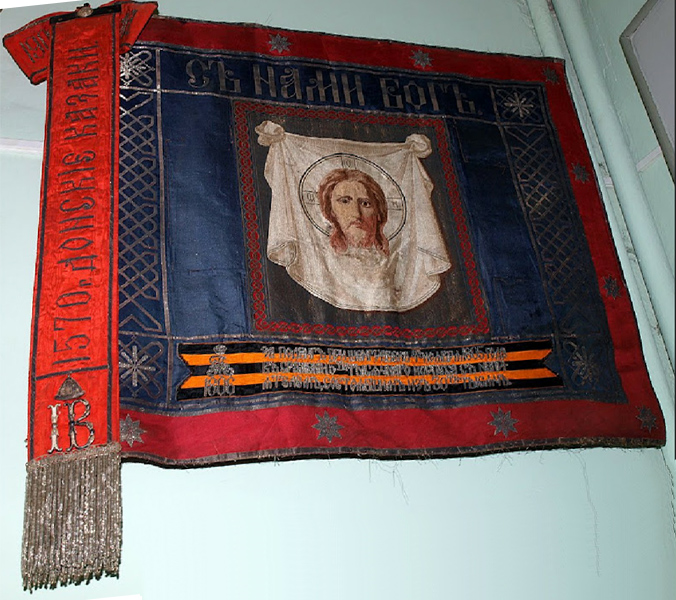
Полковое Георгиевское знамя 5-го Донского казачьего полка, 1912 год.

### Войсковые святыни
Святынями являлись различные награды войска, в ознаменование тех или иных его подвигов, в том числе:
- Бобылев хвост — регалия подобная бунчуку, но древко наверху носило вызолоченный шар, на котором прикреплялся парящий орёл, а белые волосы (в золотой сетке) свешивались из шара. Этот знак донские казаки применяли наравне с бунчуками; означал он волю и на конец XIX век употребляется казаками в торжественных случаях; его несли всегда впереди. Термин «бобылев» происходит от того, что «бобылём» называют коня чисто белой масти[36].
- Знамёна Георгиевские.
- Знамя с надписью «Верноподданному Войску Донскому, в ознаменование подвигов, оказанных в последнюю Французскую войну, в 1812, 1813, 1814 годах». Пожаловано в 1817 году.
- Знамёна простые.

### Казачьи атрибуты
- Шашка — холодное оружие с клинком небольшой кривизны, в переводе с одного из языков кавказских горцев означавшее «длинный нож». Вручалась казаку в 17 лет старыми казаками. В 21 год при отправке на службу казак получал темляк к ней. Шашка хранилась дома на видном месте (на ковре), передавалась от деда к внуку. Потеря шашки (и шапки) — большой позор. Решением круга казак мог быть лишён права ношения шашки на определённый срок. Следующим наказанием было исключение из казачества[источник не указан 1962 дня].
- Нагайка — короткая конская плеть — оружие. В повседневной жизни — знак власти у полноправного строевого женатого казака. Нагайка использовалась как оружие в схватке, для телесных наказаний к провинившимся казакам по решению круга и совета старейшин[источник не указан 1962 дня].
- Посох являлся символом старости и мудрости. Члены совета старейшин сидели, опершись на посох. Поднятый посох означал призыв круга к молчанию. Шапка, поднятая на посохе, — особо важное сообщение[источник не указан 1962 дня].
- Погоны — часть казачьей одежды, носились казаками до «выхода на льготу» (по возрасту, ранению). Офицерам погоны, галуны и шевроны разрешалось носить пожизненно[источник не указан 1962 дня].
- Лампасы — часть казачьей одежды, полосы контрастного цвета на брюках, входящих в комплект повседневного и парадного военного обмундирования, казачий лампас, в отличие от других (регулярных) частей русской, а также иностранных армий, прежде всего, является символом вольности; лампасы — неотъемлемая часть справы (формы) казака, даже в мирное время[источник не указан 1962 дня].

### Казачья одежда
Донские казаки традиционно носили папаху, шаровары с лампасами, сапоги, казакин и капюшон-башлык. От остальных казаков они отличались фуражкой с красным околышем и синей тульёй

### Знаки различия
У казаков традиционно нет чина генерала, поскольку считается, что у казака чин не может быть выше чина августейшего атамана, которыми являлись цесаревичи. А августейшие атаманы, как правило, не имели чина выше полковника. Так, последний российский император Николай Александрович Романов имел чин полковника. Например, донской казачий атаман Матвей Иванович Платов имел чин генерала от кавалерии. Следовательно, если у казаков нет генеральского чина, то нет и казачьих генеральских погон.
| Погоны       |                   |                    |              |              |              |              |              |              |
| Классный чин | Казачий полковник | Войсковой старшина | Есаул        | Подъесаул    | Сотник       | Хорунжий     |              |              |
| Группа       | Штаб-офицеры      | Штаб-офицеры       | Обер-офицеры | Обер-офицеры | Обер-офицеры | Обер-офицеры | Обер-офицеры | Обер-офицеры |

## В мировой культуре
Наследие донского казачества широко представлено в мировой культуре.
Исследования по культуре донского казачества зарубежных и отечественных авторов.